# Georg Haupt

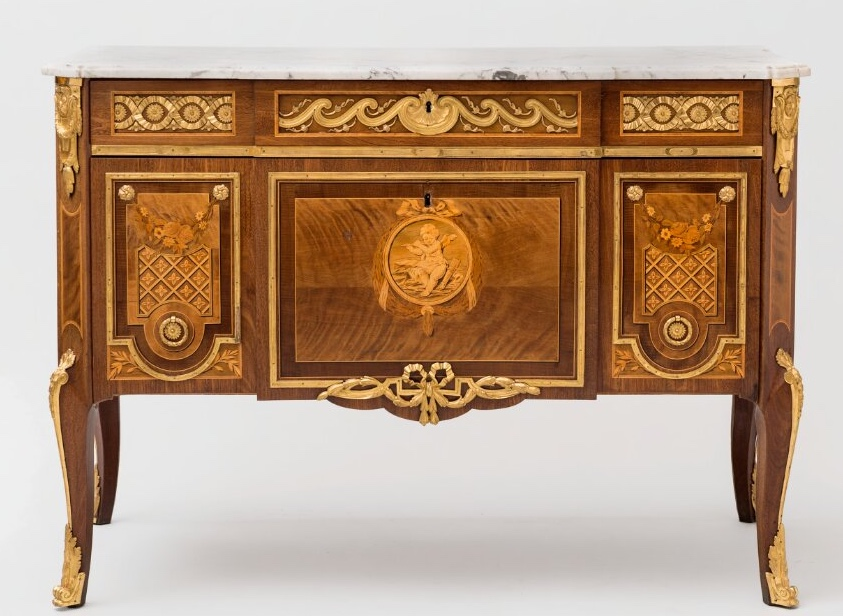
Büro von Georg Haupt, 1780

Georg Haupt (* 1741 in Stockholm; † 18. September 1784 ebenda) war ein schwedischer Ebenist (Kunsttischler), der vor allem durch seine Möbel im gustavianischen Stil Bekanntheit erlangte.

## Leben
Georg Haupt war der Sohn des Tischlermeisters Elias Haupt und von Magdalena Hochfeldt, einer Tante des Künstlers Elias Martin. Auch sein Großvater, Jürgen Haupt, der im 17. Jahrhundert von Nürnberg nach Schweden zog, war Kunsttischler gewesen. Haupts Vater starb schon 1744 und so ging er mit 13 Jahren in die Lehre des Tischlermeisters Joan Conrad Eckstein. Nach seiner Gesellenzeit in London und Paris wurde Haupt 1769 von König Adolf Friedrich zum Hofschatullenmacher ernannt. In seiner kleinen Werkstatt in Stockholm beschäftigte er gewöhnlich drei Gesellen und vier Lehrlinge.
Anerkennung erhielt Haupt vor allem für seine Schreibmöbel wie Schreibschränke und Schreibtische in sowohl einfacher als auch exquisiter Ausführung. Oft entstanden seine Werke in Zusammenarbeit mit dem Architekten und Formgestalter Jean Eric Rehn. Die wertvolleren Möbel waren mit reichlich Ornamenten und Intarsien verziert, die oft große Teile der Oberfläche ausmachten. Ein signierter Schrank von Haupt wurde 1989 beim Auktionshaus Bukowskis für 12,2 Millionen schwedische Kronen versteigert, was ihn zu einer der teuersten Antiquitäten Schwedens macht.
Haupts Möbel können heute unter anderem im Schwedischen Nationalmuseum, im Nordiska Museet in Stockholm, im französischen Schloss Chantilly und im Victoria und Albert Museum in London besichtigt werden. 1904 wurde in Stockholm eine umfassende Schau von Haupts Werken durchgeführt. Eines seiner bekanntesten Werke war die Wiege für Kronprinz Gustav Adolf. Haupts Meisterstück war ein Schreibtisch mit Aufsatz, den er 1770 auf königliche Bestellung anfertigte. Als Geschenk König Adolf Friedrichs an seine Frau Luise Ulrike gelangte er an seinen jetzigen Platz im Marmorkabinett des Schlosses Drottningholm.